# Graptasura polygrapha
Graptasura polygrapha là một loài bướm đêm thuộc phân họ Arctiinae, họ Erebidae.